# 小田切英昌
小田切 英昌（おだぎり てるまさ）は、江戸時代中期の武士。徳川氏家臣。致仕号は秋山。

## 経歴・人物
安永3年5月6日（1774年6月14日）家督を継ぐ。同年8月18日（9月23日）大番に列し、同8年11月27日（1780年1月3日）辞す。天明2年3月27日（1782年5月9日）致仕する。